# Dzielnica Świętojańska

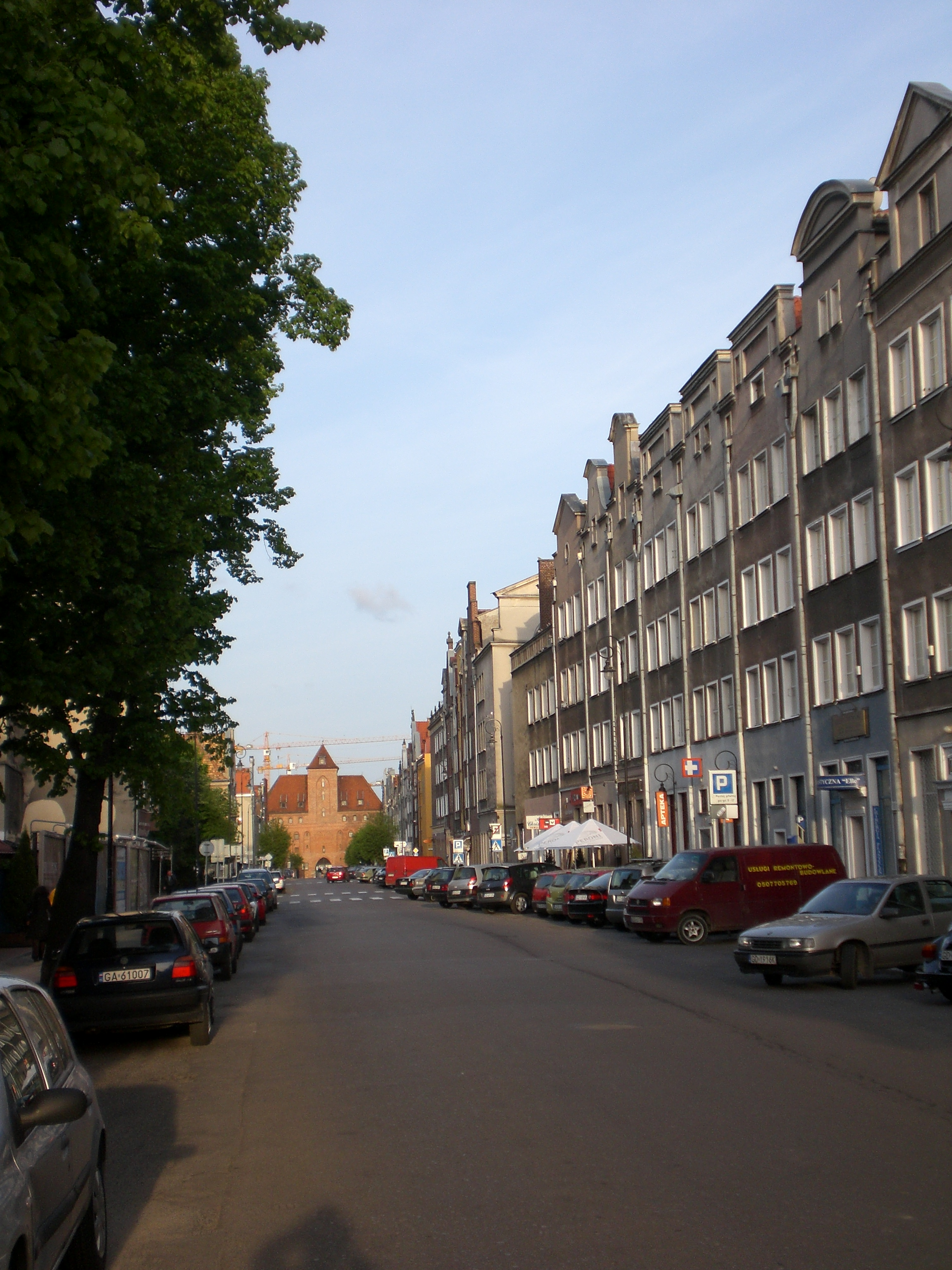
Ulica Szeroka w Gdańsku

Dzielnica Świętojańska – północna połać Śródmieścia Gdańska, w literaturze niemieckiej zwana Nowym Miastem (niem. Neue Stadt, łac. Nova Civitas). Powstała około połowy XIV wieku na przejętych przez dominikanów podmokłych łąkach.
Na zachód znajdowało się już klasztorne osiedle dominikanów z placem targowym, ponad wiek wcześniej tętniące bujnym życiem gospodarczym.

## Siatka ulic
Głównymi arteriami komunikacyjnymi na tym terenie były: ul. Szeroka (biegnąca od Targu Drzewnego do Motławy) i ul. Grobla I-IV, poprowadzone na nasypie ziemnym ku nieistniejącej już dzisiaj Bramie Zamkowej. Do 1380 istniała na tym terenie współczesna siatka ulic, a Targ Rybny był już czynny.

## Dzielnica Świętojańska jako podjednostka morfogenetyczna
Dzielnica Świętojańska jest podjednostką jednostki morfogenetycznej Główne Miasto, w okręgu historycznym Gdańsk.
Współcześnie tereny Głównego Miasta stanowią integralną całość, a jego podział na jakiekolwiek jednostki terytorialne nie istnieje.